# Chaetolopha coerulescens
Chaetolopha coerulescens là một loài bướm đêm trong họ Geometridae.